# Marcha Nico Lopes
A Marcha Nico Lopes é uma tradição cultural da cidade de Viçosa, em Minas Gerais. Sua origem remonta a manifestação cultural e política de estudantes da Universidade Federal de Viçosa, onde ocorrem as principais atividades do evento.  
Ao longo da semana, ocorrem eventos como debates, mostra de filmes, rodas de conversas, oficinas e demais atividades. Há festas à noite, normalmente com um festival de bandas da cidade e região. Ao final do evento, uma marcha começa no campus da universidade e segue para o centro da cidade, combinando elementos festivos, como fantasias e trio elétrico, com manifestações políticas relativas à universidade e ao cenário nacional. A marcha é normalmente composta por blocos, e guiada pela banda vencedora do festival.

## História
A marcha foi idealizada pelo estudante Antônio Secundino de São José e amigos em 1929, e contou com fantasias e sanfona. O nome foi uma homenagem a Antônio Lopes Sobrinho, nascido em 1850, boêmio conhecido na cidade. A ocasião marcava o final do período de trotes na universidade, após o qual os calouros passavam a ser tratados como veteranos.
Em 1951, com a criação do curso de Economia Doméstica, estudantes do sexo feminino começaram a participar da marcha.
Durante a ditadura militar brasileira, a marcha foi proibida entre os anos de 1968 e 1979. Neste último ano, foi revivida pelo DCE, como protesto contra a posse do general João Figueiredo como presidente, e houve repressão policial com cassetetes e gás lacrimogênio contra os três mil manifestantes.

### Anos recentes

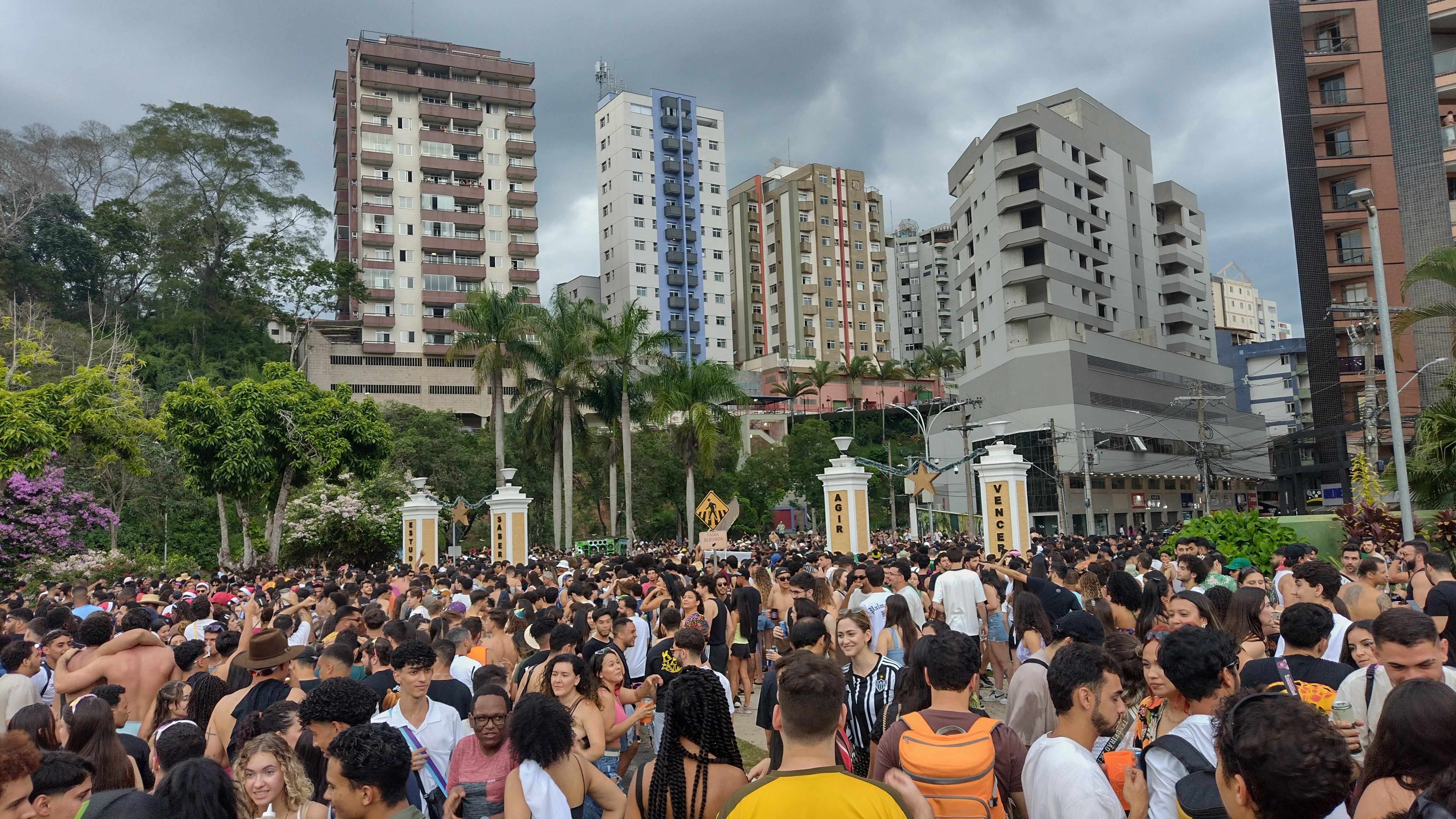
Entrada da UFV e participantes do evento em 2024

Alguns apontam que a marcha perdeu parte de seu aspecto político, e fortaleceu tons mais festivos. Uma egressa do curso de Pedagogia da década de 1980 relata que antigamente tinha um caráter contestatório mais forte.
Em dezembro de 2006, a marcha é citada em ata de reunião da Câmara de Vereadores como tendo resgatado tradições.
Em março de 2013, a 84ª edição teve como tema “A gente não quer só bebida, a gente quer cultura, diversão e arte” (inspirada na música dos Titãs) e envolveu debates sobre os perigos do uso de agrotóxicos e sobre o impacto ambiental da proposta construção de um mineroduto da Ferrous. Houve pedido pela Câmara dos Vereadores à prefeitura que a marcha pudesse sair do campus da universidade e passar pela cidade. Um vereador participou da mesa de abertura, e falou da marcha como forma de estreitar as relações entre a cidade e a universidade.
Em novembro de 2016, a 87ª edição teve o tema "As veias abertas da democracia" (em homenagem ao livro As Veias Abertas da América Latina) e teve mesas de debates, oficinas, festival de bandas, mostra de filmes, e a marcha em si.

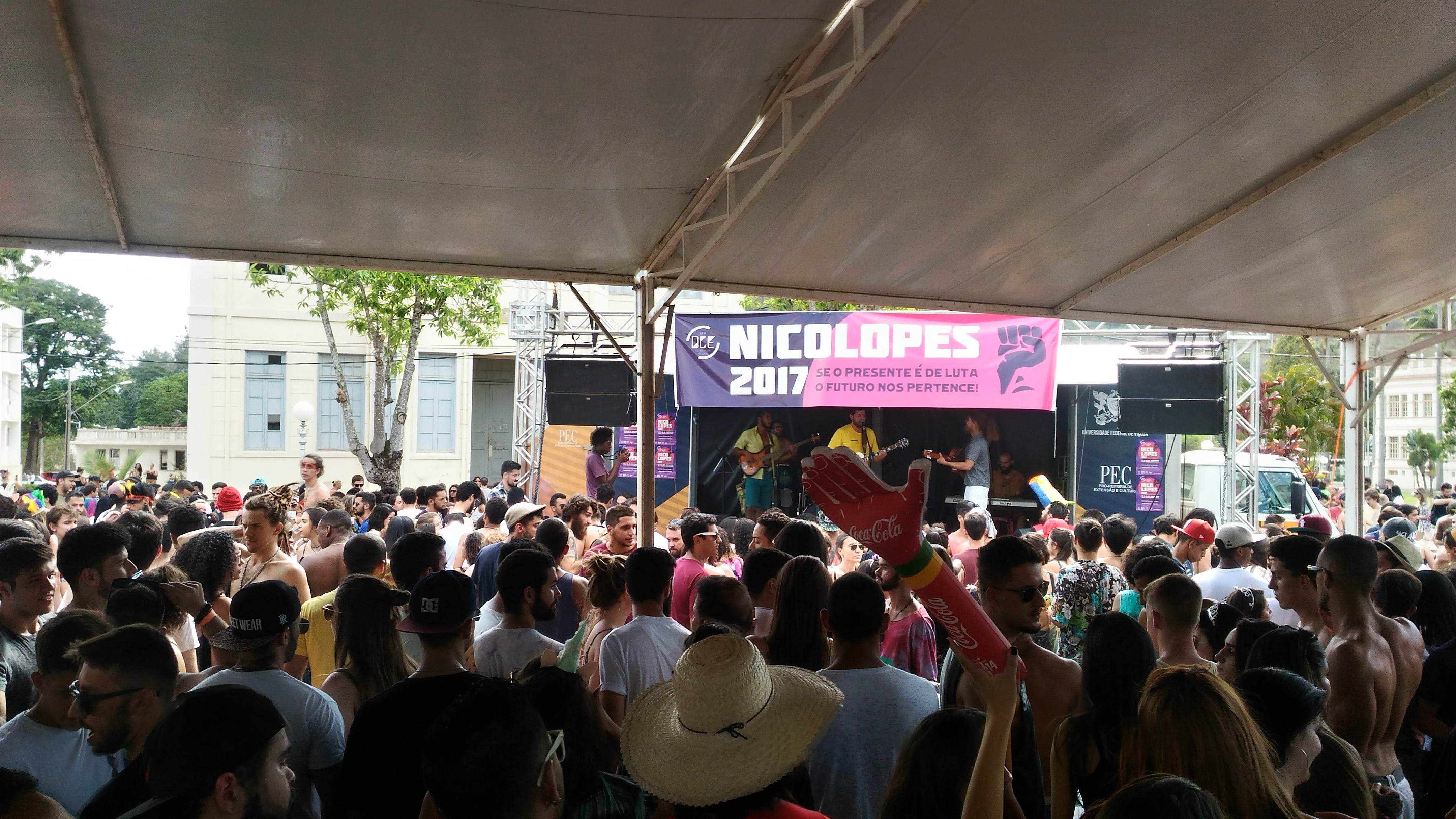
Banda se apresenta na concentração em 2017

Em novembro de 2017 o tema foi "Se o presente é de luta o futuro nos pertence". O festival de bandas recebeu o nome de Festival de Arte e Cultura, e ocorreu no Espaço Multiuso (MU), dentro do campus.
Em outubro de 2022, a marcha foi declarada Patrimônio Histórico Cultural Imaterial do Município. No mês seguinte, a marcha teve como tema “No porão vive a história: para amanhecer um novo dia!”.
Em novembro de 2024 ocorreu a 94ª edição, sem tema definido, e finalização no Espaço Aberto de Eventos da UFV.

## Reconhecimento legal
A Lei Nº 1.156, de 1996, determinou que os dias dedicados à Marcha Nico Lopes fossem considerados datas festivas oficiais, assim como os dias de Carnaval e dias que homenageiam determinados santos.
A Lei Nº 2.989, de 2022, declarou a Marcha Nico Lopes como bem histórico-cultural de natureza imaterial, constituinte do patrimônio cultural do Município de Viçosa, e foi incluída no calendário de eventos oficiais do município.